# Pierre Cazaux
Pierre Cazaux (Saint Palais, 7 juni 1984) is een Frans - Baskische wielrenner. Hij reed voor onder meer Française des Jeux en Euskaltel-Euskadi.
Hij staat bekend als een agressieve, offensieve renner. Zijn eerste professionele wedstrijd, de GP La Marseillaise, eindigde hij met een top-10 klassering.
Tijdens de Vierdaagse van Duinkerke in 2010 wist hij in derde etappe, met zes anderen, weg te rijden van het peloton. Ze konden echter niet standhouden en werden vlak voor de finish ingehaald. Cazaux behaalde nog geen professionele overwinningen.

## Resultaten in voornaamste wedstrijden
| Jaar | Ronde van Italië | Ronde van Frankrijk | Ronde van Spanje |
| ---- | ---------------- | ------------------- | ---------------- |
| 2010 |                  |                     | 108e             |
| 2011 | 124e             |                     | 148e             |
| 2012 | 122e             |                     |                  |

| Jaar |  | Wereldranglijsten |
| ---- |  | ----------------- |
| 2010 |  | 272e (UWK)        |
| 2011 |  |                   |